# Esqueite
O esqueite, também referido como prancha de skate ou skate (em inglês: skateboard), é um equipamento esportivo utilizado no esqueitismo (skate), esporte radical. É feito de madeira e tem vários tamanhos. Tanto uma criança como um adulto podem usar. Seus trucks são feitos de metal. Originalmente, não possuíam nose (parte inclinada da frente) nem tail (parte inclinada de trás), eram apenas uma tábua com quatro rodinhas.

## Partes
O skate é formado por oito partes, todas fundamentais para um bom funcionamento, são elas:

### Shape

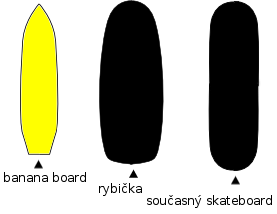
Esquema de shapes

O nome shape é usado apenas no Brasil. Em países de língua espanhola, como a Argentina e o Chile, por exemplo, usam-se os termos patineta e tabla.
No países de língua inglesa, usa-se a nomeclatura Deck.
É a tábua de madeira que serve como base para as manobras, Composta por madeira leve e resistente disposta em folhas (madeira laminada).
Existem, hoje, vários tipos, com pouco ou muita inclinação, ou com pouca ou muita largura, podendo escolher-se o que mais se adequa a cada tipo de biotipo, espaçamento dos pés e de acordo com a manobra almejada. A tábua possui um nose e um tail: ambos são extremidades da tábua, sendo o nose a parte dianteira e o tail a parte traseira. O côncavo da tábua é a curvatura antes do tail e do nose, essa curvatura influencia no tipo de estilo de preferência da pessoa. Também contém diversas formas de cortes.

### Mesa
É a peça na qual o eixo é encaixado em algumas regiões ela também e chamada de "base". Há duas mesas em cada skate. Em cada uma das mesas tem uma cavidade onde se devem colocar as chupetas (parte integrante dos amortecedores). É importante frisar que a "base" ou "mesa" é parte integrante do conjunto denominado truck.

### Trucks

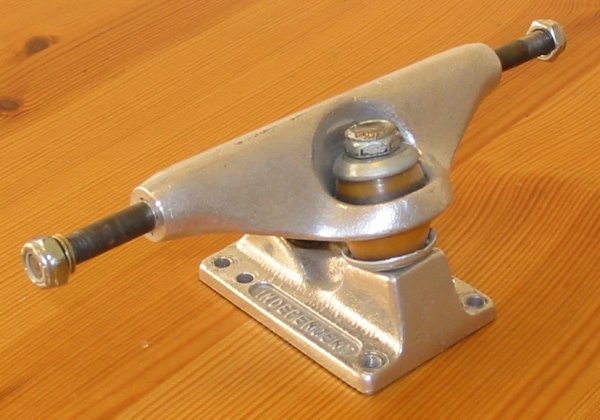
Um Truck

Trucks são os eixos do skate, a parte onde se encaixam as rodas, os rolamentos e o amortecedor que ameniza os impactos de um pulo.
Os trucks são geralmente confeccionados em alumínio, mas podem ser de material plástico e até mesmo de poliuretano, que é o mesmo material utilizado para confecção de rodas de skate.

### Amortecedores
São quatro (um par por truck) em cada skate: que são postos nas partes superiores pontiagudas dos trucks; dois em formatos circulares, que são postos entre a mesa e o truck; e outros dois de forma irregular - uma parte maior do que a outra - que são usados entre o truck e a porca do parafuso central. Os amortecedores recebem uma classificação: vão de 95 até 100. Noventa e cinco, ou mais próximo de 95(ex.:96,97), são mais macios. Cem, ou mais próximo de 100 (ex. 98,99), são mais duros. Esses números vêm acompanhados de uma letra que pode ser: A, ou B ou C, Exemplo: 98A. Não existe combinação: 95AB, 97AC, etc. Eles servem para deixar o skate macio.

### Rodas
Existem vários tipos de rodas, marcas e tamanhos.
O tamanho das rodas é muito importante; rodas maiores são mais estáveis porém menos velozes, são indicadas para iniciantes.
Rodas menores possuem maior velocidade, porém se perde a velocidade mais rápido e possuem menor estabilidade e são melhores para chão liso.
A maciez da roda é medida pela letra "A" a mais comum é a 100A, quanto menor for este valor mais macio a roda é. A maciez influi bastante na velocidade, no desgaste e no deslize

### Rolamentos
Permitem as rodas girarem livremente e portanto o deslize do skate no solo.
São confeccionados de ligas de aço ou cerâmica e possuem diversas marcas. Existe uma classificação dos rolamentos que é a classificação ABEC. Essa, classifica o rolamento quanto a sua precisão nas dimensões. Uma espécie de certificação de engenharia.
Portanto essa certificação ABEC por si própria não classifica os rolamentos quanto aos quesitos durabilidade e velocidade. Essas características dependem da qualidade dos componentes, como esferas, gaiolas, lubrificação etc.
É perfeitamente possível que um rolamento ABEC 3 de determinada marca corra e dure mais que um ABEC 7 de outra marca por exemplo.
Existem também rolamentos sem certificação ABEC porém de marcas conceituadas, como os "Bones" e "NMB". Essa classificação é feita a partir de números ímpares de 1 até 15, portanto os "ABECs" existentes são ABEC 1, ABEC 3, ABEC 5, ABEC 7 e ABEC 9, ABEC 11.

### Parafusos de base
Responsáveis por fixar partes do skate. São 4 em cada eixo (Truck), somando um total de 10 parafusos: oito para prender os dois eixos (quatro em cada eixo) e dois parafusos centrais (um em cada truck) - são aqueles parafusos grandes onde são também encaixados dois amortecedores - e uma porca em cada roda - que faz com que a roda não saia.

### Lixa
Fica aderida à superfície da tábua, fazendo com que aumente o atrito entre o calçado e a tábua do skate, possibilitando, assim, a execução de manobras e impedindo que o calçado deslize involuntariamente sobre a tábua. Essa lixa é autoadesiva e é colada em cima do shape.

### Partes opcionais

#### Shock Pad
Shock Pads aumentam o espaço entre o Shape e os Trucks. Isso possibilita ao Truck torcer ainda mais, sem causar a "Mordida de Roda" (quando a roda toca o Shape e para de girar). Os Pads também podem alterar o jeito de virar para os lados do Truck.

#### Slip Tape
A slip tape é um pedaço de plástico adesivo que é posto embaixo do Shape. Ele ajuda a proteger os desenhos do Shape e permite ao shape deslizar melhor. Outro nome para isso é Eversilck.

#### Espaçador
O espaçador é usado no meio da roda, no espaço que há entre os rolamentos de uma mesma roda.